# MRT micc

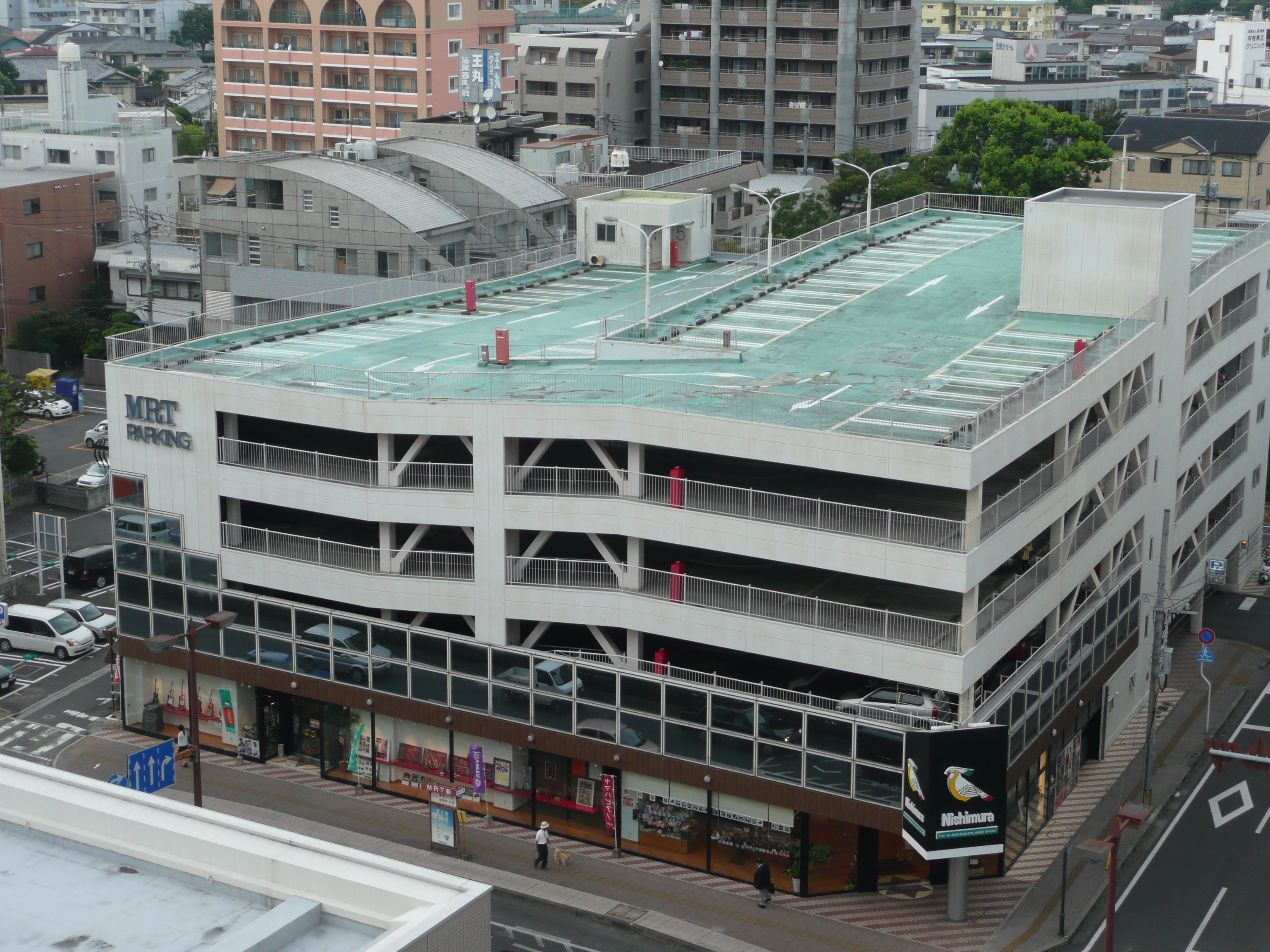
MRTパーキング

MRT micc（エムアールティ・ミック）は、宮崎県宮崎市にある宮崎放送が、1984年9月1日に社屋移転と共に同建物にオープンした商業施設の名称及び1995年に設立した同施設を管理運営する会社である。MRT社屋・MRT micc・MRTパーキングは、総称して「MRTセンター」と呼ぶ。
なお、MRTセンターの内、MRTパーキングはMRT現社屋、MRT miccよりも一足早い同年4月15日に開業しており、現在はMRTmiccにて300円以上のショッピング、又は飲食（現在、同施設に喫茶店・飲食店は存在しない。）で駐車料金が1時間10分無料になる料金体制を取っている。また、1Fには運営会社の親会社である宮崎放送の車両が駐車してある。
3Fは、イベントホールになっており、親会社である宮崎放送主催のイベントや落語の独演会等が行われており、主にダイアモンドホールと言う大ホールで行われる。他にも、エメラルドホールやサファイヤホールと言う中と小のホールがある。ホールは全て宮崎放送と直接関係のない一般のイベントにも使用出来る貸しホールでもある。

## 沿革
- 1984年9月 - 宮崎放送の関連会社として株式会社エム･アール･ティー会館を設立
- 1990年11月 - MRT開発株式会社（現：MRTアド）に合併
- 1995年6月 - 株式会社エムアールティーミックを設立し、MRT開発株式会社より独立
- 2003年6月 - 同社建物正面玄関において簡易式爆発物が爆発する事件が発生。幸い同社従業員・宮崎放送社員・警備員および付近の通行人に死傷者はいなかった。現在[いつ?]警察当局が爆発物取締法違反で捜査中（公訴時効は2028年）。
- 2028年1月 ～ 2032年（予定）：宮崎市役所の建て替えに伴い、MRTセンター4階から7階を仮設庁舎として活用予定[1]。

## 入居テナント等
- 宮日カルチャーセンター MRTmicc教室（2F）
- ミニプラ(1F)
- 無印良品(B1F)
宮崎初の店舗で2Fにあったりと場所を移動しリニューアルされているが、入居テナントでは長期入居している。無印良品公式サイトやレシートに記される店舗名は宮崎MRTミック。以前は単に宮崎だった。
- 西村楽器店（MRTパーキング1F）

### かつて入居していたテナント等
- LIMB（ベスト電器の店舗内にあるCD・DVDショップ、1F）
LIMBが入居していたスペースにヴィレッジヴァンガードが入居していた。
- 宮崎県環境情報センター(1F)
現在は、宮崎県立図書館内にある。
- タワーレコード(2F)
2007年3月21日に閉店している。その後の宮崎のタワーレコードはイオンモール宮崎2Fにあるイオンモール宮崎店のみだったが、2014年8月20日に閉店し、宮崎から撤退した。
- ヴィレッジヴァンガード(1F)
ミックだけの撤退であり、宮崎にはイオンモール宮崎、イオンモール都城駅前、イオン延岡があり、宮崎からは撤退していない。